# Moses Mosop
Moses Cheruiyot Mosop (né le 17 juillet 1985 à Marakwet) est un athlète kényan, spécialiste des courses de fond.

## Carrière
Le 4 juin 2011, il bat deux records du monde, ceux du 25 000 et 30 000 mètres sur piste lors d'une réunion pré-meeting à Eugene, en réalisant respectivement 1 h 12 min 25 s 4 et 1 h 26 min 47 s 4. Le 9 octobre 2011, il bat le record du marathon de Chicago en 2 h 05 min 37 s ; le Kenya réalise le triplé à cette occasion puisque Wesley Korir et Bernard Kipyego terminent respectivement 2e et 3e.
Il fait partie des trois athlètes Kényans sélectionnés pour les Jeux olympiques de Londres, avec Wilson Kipsang et Abel Kirui. Mais blessé, il est remplacé par Emmanuel Mutai.

### Palmarès
| Date | Compétition                    | Lieu     | Résultat | Épreuve    | Performance     |
| ---- | ------------------------------ | -------- | -------- | ---------- | --------------- |
| 2004 | Jeux olympiques d'été          | Athènes  | 7e       | 10 000 m   | 27 min 46 s 61  |
| 2005 | Championnats du monde          | Helsinki | 3e       | 10 000 m   | 27 min 08 s 96  |
| 2007 | Championnats du monde de cross | Mombasa  | 2e       | Individuel | 36 min 13 s     |
| 2007 | Championnats du monde de cross | Mombasa  | 1er      | Par équipe | 28 pts          |
| 2009 | Championnats du monde de cross | Amman    | 11e      | Individuel | 35 min 17 s     |
| 2009 | Championnats du monde de cross | Amman    | 1er      | Par équipe | 28 pts          |
| 2011 | Marathon de Boston             | Boston   | 2e       | Marathon   | 2 h 3 min 6 s   |
| 2011 | Marathon de Chicago            | Chicago  | 1er      | Marathon   | 2 h 05 min 37 s |

## Records
| Épreuve       | Performance            | Date           | Lieu        |
| ------------- | ---------------------- | -------------- | ----------- |
| 5 000 m       | 12 min 54 s 56         | 8 juillet 2006 | Saint-Denis |
| 10 000 m      | 26 min 49 s 55         | 26 mai 2007    | Hengelo     |
| Semi-marathon | 59 min 20 s            | 21 mars 2010   | Milan       |
| 25 000 mètres | 1 h 12 min 25 s 4 (RM) | 3 juin 2011    | Eugene      |
| 30 000 mètres | 1 h 26 min 47 s 4 (RM) | 3 juin 2011    | Eugene      |
| Marathon      | 2 h 3 min 6 s          | 18 avril 2011  | Boston      |